# 7009 Hume
7009 Hume (1987 QU1) là một tiểu hành tinh vành đai chính được phát hiện ngày 21 tháng 8 năm 1987 bởi E.W. Elst ở Đài thiên văn Nam Âu.